# Felipe Torres (exguerrillero)
Carlos Arturo Velandia Jagua más conocido por su alias de Felipe Torres (Colombia, siglo XX) es un exguerrillero colombiano del Ejército de Liberación Nacional (ELN)  hoy una organización guerrillera insurgente, narcotraficante y terrorista.

## Biografía
Nacido en una familia de 14 hermanos. 

### Militancia en el ELN
Fue miembro del ELN desde 1972, dirigió el Frente Compañero Tomás y llegó a ser parte del Comando Central del ELN (Coce). Fue detenido en 1994 y luego de su liberación en 2003, abandono la guerrilla y se exilio 7 años en España. Estudió en el Instituto de la Paz y los Conflictos de la Universidad de Granada y en la Escuela de Cultura de Paz de la Universidad Autónoma de Barcelona, donde también fue docente. Ha sido conferenciante internacional y miembro del Consejo Consultivo de Geneva Call (Llamamiento de Ginebra). Fue recapturado en el 2016. y dejado en libertad en el mismo año.
En el 2020 fue junto a Francisco Galán designado como gestores de paz, rechazados por el ELN.
Es coautor del libro Felipe Torres: la palabra sin rejas : un diálogo con Jaime Jaramillo Panesso.